# Nożownik
Nożownik – w dawnych czasach rzemieślnik na podgrodziu zajmujący się wytwarzaniem noży. Dziś – określenie hobbysty lub rzemieślnika zawodowo zajmującego się powyższym. Cech nożowników jest wymieniany jako jeden z ponad sześćdziesięciu cechów obecnych w Poznaniu w XVI w.
Potocznie terminem ’nożownik’ określa się również przestępców posługujących się nożem.